# Liste der Baudenkmäler in Benrad-Nord
Die Liste der Baudenkmäler in Benrad-Nord enthält die denkmalgeschützten Bauwerke auf dem Gebiet von Krefeld-Benrad-Nord, Stadtbezirk West, in Nordrhein-Westfalen (Stand: April 2020). Diese Baudenkmäler sind in der Denkmalliste der Stadt Krefeld eingetragen; Grundlage für die Aufnahme ist das Denkmalschutzgesetz Nordrhein-Westfalen (DSchG NRW).

| Bild                                 | Bezeichnung                          | Lage                                | Beschreibung | Bauzeit      | Eingetragen seit | Denkmal- nummer |
| ------------------------------------ | ------------------------------------ | ----------------------------------- | ------------ | ------------ | ---------------- | --------------- |
| Hofanlage                            | Hofanlage                            | Ortmannsheide 254 Karte             |              | Ende 18. Jh. | 17.10.2002       | 909             |
| Hofanlage „Backeshof“ mit Torgebäude | Hofanlage „Backeshof“ mit Torgebäude | Siempelkampstraße 155/163/165 Karte |              | um 1890      | 06.08.1984       | 196             |
| Hofanlage „Renkeshof“                | Hofanlage „Renkeshof“                | Widdersche Straße 278 Karte         |              | vor 1863     | 19.06.1997       | 761             |